# マックス・ミンゲラ
マックス・ミンゲラ（Max Minghella, 1985年9月16日 - ）は、イギリスの俳優、脚本家、映画監督。

## 来歴・人物
イングランド・ロンドン出身。父親は『イングリッシュ・ペイシェント』や『コールド マウンテン』で知られる映画監督のアンソニー・ミンゲラ、母親は香港出身で中国とスコットランドの血を引く振付師のキャロリン・チョウ。ナショナル・ユース・シアター とコロンビア大学で学ぶ。
父が監督した『コールド マウンテン』にエキストラ出演している。2005年公開の『綴り字のシーズン』で本格的に映画デビューを果たす。
2016年に公開された『ルイの9番目の人生』で脚本家デビュー、2018年に公開された『ティーン・スピリット』で監督デビューを果たした。

## 主な出演作品
| 公開年 | 邦題 原題                                                                               | 役名                     | 備考 |
| ------ | --------------------------------------------------------------------------------------- | ------------------------ | ---- |
| 2005   | 綴り字のシーズン Bee Season                                                             | アーロン                 |      |
| 2005   | シリアナ Syriana                                                                        | ボビー・バーンズ         |      |
| 2006   | アートスクール・コンフィデンシャル Art School Confidential                              | ジェローム               |      |
| 2007   | エターナル・キス Elvis and Anabelle                                                     | エルヴィス               |      |
| 2008   | セレブ・ウォーズ 〜ニューヨークの恋に勝つルール〜 How to Lose Friends & Alienate People | ヴィンセント             |      |
| 2009   | アレクサンドリア Agora                                                                  | ダオス                   |      |
| 2010   | ソーシャル・ネットワーク The Social Network                                             | ディビヤ・ナレンドラ     |      |
| 2011   | スーパー・チューズデー 〜正義を売った日〜 The Ides Of March                             | ベン・ハーペン           |      |
| 2011   | 10 Years                                                                                | AJ                       |      |
| 2011   | ダーケストアワー 消滅 The Darkest Hour                                                  | ベン                     |      |
| 2013   | インターンシップ The Internship                                                         | グレアム・ホートリー     |      |
| 2013   | ホーンズ 容疑者と告白の角 Horns                                                         | リー・トゥルーノー       |      |
| 2014   | NSFW 絶対消去 Not Safe for Work                                                         | トム･ミラー              |      |
| 2014   | アバウト・アレックス About Alex                                                         | アイザック               |      |
| 2015   | スイッチ・オフ Into the Forest                                                          | イーライ                 |      |
| 2017-  | ハンドメイズ・テイル/侍女の物語 The Handmaid's Tale                                     | ニック                   |      |
| 2021   | スパイラル:ソウ オールリセット Spiral: From The Book of Saw                             | ウィリアム・シェンク     |      |
| 2022   | バビロン Babylon                                                                        | アーヴィング・タルバーグ |      |

## 脚本
- 『ルイの9番目の人生』 The 9th Life of Louis Drax (2016)